# NXT TakeOver: Toronto
L'édition Toronto de NXT TakeOver est une manifestation de catch (lutte professionnelle) produite par World Wrestling Entertainment, une fédération de catch américaine, qui est diffusée et visible en streaming payant sur le WWE Network. Cet événement met en avant les Superstars de NXT, le club-école de la compagnie. L'événement a eu lieu le 19 novembre 2016 au Centre Air Canada à Toronto (Ontario). Il s'agit de la treizième édition de NXT TakeOver.

## Contexte
Les spectacles de la World Wrestling Entertainment (WWE) sont constitués de matchs aux résultats prédéterminés par les scénaristes de la WWE. Ces rencontres sont justifiées par des storylines – une rivalité avec un catcheur, la plupart du temps – ou par des qualifications survenues dans les shows de la WWE telles que Raw, SmackDown et NXT. Tous les catcheurs possèdent une gimmick, c'est-à-dire qu'ils incarnent un personnage gentil (Face) ou méchant (Heel), qui évolue au fil des rencontres. Un événement comme Toronto est donc un événement tournant pour les différentes storylines en cours,.

## Tableau des matchs
| Ordre par numéros                                                                         | Résultat                                                                                            | Stipulation(s) | Temps |
| ----------------------------------------------------------------------------------------- | --------------------------------------------------------------------------------------------------- | --- | ----- |
| 1                                                                                         | Bobby Roode bat Tye Dillinger                                                                       | Match simple | 16:28 |
| 2                                                                                         | The Authors of Pain (Akam et Rezar) (avec Paul Ellering) battent TM61 (Nick Miller et Shane Thorne) | Tag Team match - Finale du tournoi Dusty Rhodes Tag Team Classic Paul Ellering est suspendu dans une cage au-dessus du ring | 08:20 |
| 3                                                                                         | #DIY (Johnny Gargano et Tommaso Ciampa) battent The Revival (Scott Dawson et Dash Wilder) (c) (2-1) | 2 Out of 3 Falls match pour les NXT Tag Team Championship                                                                   | 22:19 |
| 4                                                                                         | Asuka (c) bat Mickie James par soumission                                                           | Match simple pour le NXT Women's Championship                                                                               | 13:07 |
| 5                                                                                         | Samoa Joe bat Shinsuke Nakamura (c)                                                                 | Match simple pour le NXT Championship                                                                                       | 20:12 |
| La lettre C placée entre parenthèses désigne la personne ou l’équipe championne en titre. | | |       |